# Cockenzie
Cockenzie är en ort i Storbritannien.   Den ligger i kommunen East Lothian och riksdelen Skottland, i den centrala delen av landet, 500 km norr om huvudstaden London. Cockenzie ligger 7 meter över havet och antalet invånare är 5 962.
Terrängen runt Cockenzie är platt. Havet är nära Cockenzie åt nordväst.Runt Cockenzie är det tätbefolkat, med 356 invånare per kvadratkilometer. Närmaste större samhälle är Edinburgh, 14,5 km väster om Cockenzie. 